# Ой як то ще було із нащада світа

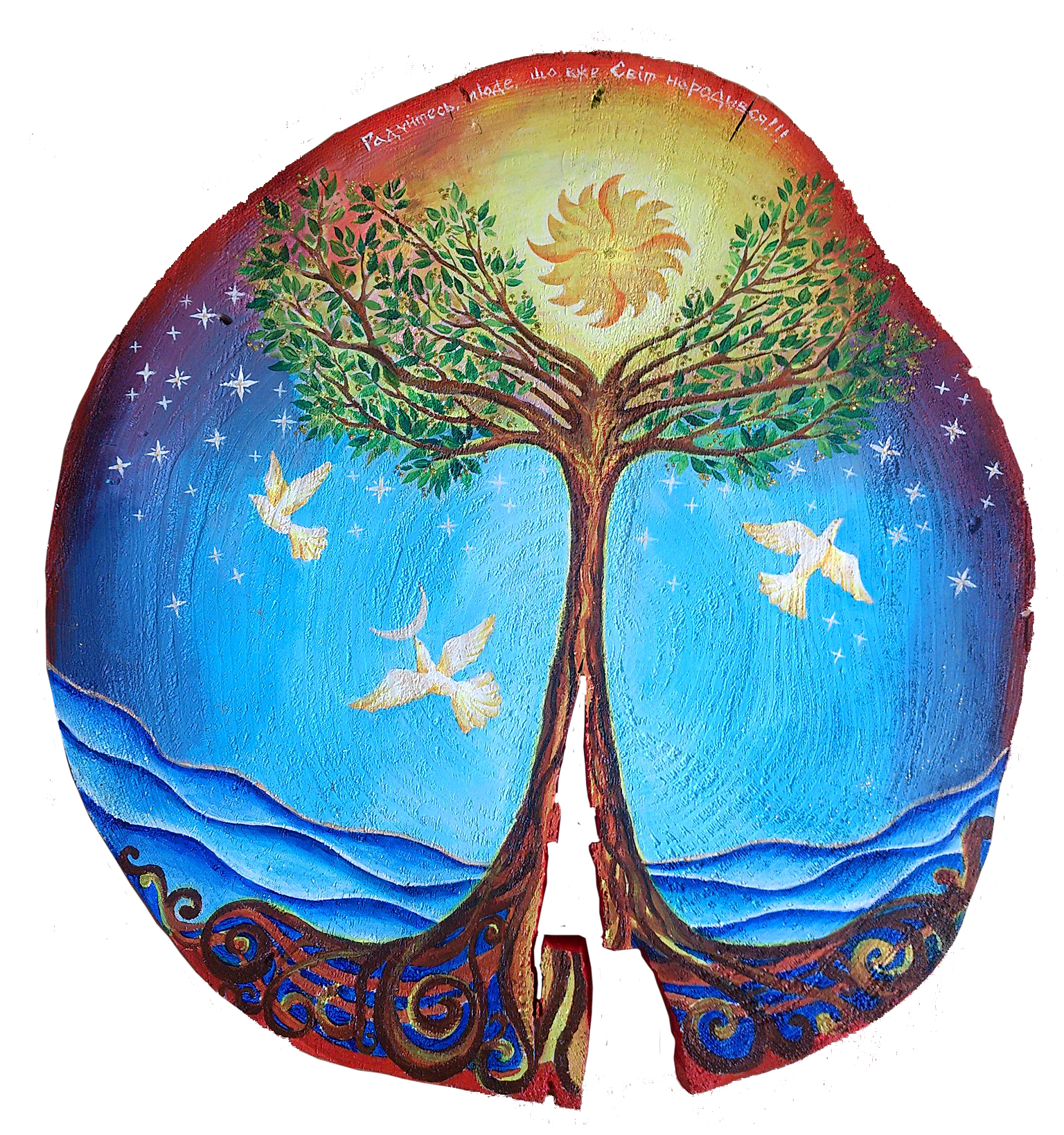
автор художнього твору: Вернега Олександра

«Ой як то ще було із нащада світа» (варіанти: «Коли не було з нащада світа», «Ой як то було з початку світа», «Ой но, на морі павутиноньки») — космогонічна колядка. У ній відображений міф про творення Світу. Зафіксовано невелику кількість подібних колядок, оскільки світотворчі колядкові традиції уступили місце біблійній і християнській ідеології.

## Текст
Ой як то ще було із нащада світа.
Приспів (повторюється після кожного рядка):
Радуйтесь! Ой радуйтесь, люде, що вже Світ народився!
 Ой як ще не було ні Землі ні Неба
 А що тільки було та Синєє Море
 А посеред Моря Зелений Явір
 На Явороньку три Синії Птахи
 Три Синії Птахи та Радоньку радять
 Та Радоньку радять як Світ засновати
 Тай пірнули Птахи в Світові Глибини
 Тай винесли птахи Жовтий Красен-Камінь
 Стало з того каменю та Яснеє Сонце
 Тай пірнули Птахи в Світові Глибини
 Тай винесли Птахи Злоту Павутинку
 Стала з Павутинки Ясна Твердь Небесна
 Ще пірнули Птахи у Світа Глибини
 Тай винесли Птахи Синій Срібен-Камінь
 Став з того Каменю Блідесенький Місяць
 Ще пірнули Птахи у Світа Глибини
 Тай винесли Птахи Золотий Пісочок
 Стали із Пісочку Дрібнії Звіздочки
 Ще пірнули Птахи у Світа Глибини
 Тай винесли Птахи та Темного Мулу
 Стала з того Мулу Чорная Землиця
 Тай зросли на Землі Жито і Пшениця
 Жито і Пшениця і всяка Пашниця

## Варіант
Коли не було з нащада світа,
Приспів (повторюється після кожного рядка):
Дажбоже!
 Тоді не було неба ні землі,
 А лише було синєє море.
 А серед моря зелений явір.
 На явороньку три голубоньки,
 Три голубоньки радоньку радять.
 Радоньку радять, як Світ сновати:
 «Та спустімося на дно до моря,
 Та дістанемо дрібного піску,
 Дрібний пісочок посіємо ми,
 Та нам станеться чорна землиця,
 Та дістанемо золотий камінь,
 Золотий камінь посіємо ми,
 Та нам станеться ясне небойко.
 Ясне небонько, світле сонечко,
 Світле сонечко, ясен місячик,
 Ясен місячик, ясна зірниця,
 Ясна зірниця, дрібні звіздочки.»